# Diaphorocellus rufus
Diaphorocellus rufus är en spindelart som först beskrevs av Albert Tullgren 1910.  Diaphorocellus rufus ingår i släktet Diaphorocellus och familjen Palpimanidae.
Artens utbredningsområde är Tanzania. Inga underarter finns listade i Catalogue of Life.